# Trochilus polytmus
O beija-flor-de-cabeça-preta (nome científico: Trochilus polytmus), também conhecido por colibri-rabilongo-de-bico-vermelho, é uma espécie de ave apodiforme pertencente à família dos troquilídeos, que inclui os beija-flores. É a espécie-tipo do gênero Trochilus que, por sua vez, é o gênero-tipo da família dos beija-flores. Pode ser encontrado na Jamaica, de onde é endêmico, em altitude média de 1000 metros acima do nível do mar. É a ave nacional do país.

## Etimologia
O nome do gênero deriva do termo em grego antigo τροχιλος, trokhilos, caracterizando uma espécie de ave pequena, provavelmente um passeriforme, que foi originalmente descrita pelo estudioso estagirita Aristóteles em referência à um pássaro que procura a boca de um crocodilo sem ser machucado. Com isso, Saint-Hilaire pensava que o termo descrevia o próprio réptil. Entretanto, atualmente, acredita-se que este se referia à uma carriça. Enquanto isso, seu descritor específico, deriva do termo em grego antigo πολυτιμος, polytimos, literalmente "precioso".

## Descrição
Os espécimes machos desta espécie possuem cerca de 23 centímetros de comprimento, incluindo a longa cauda, que apresenta em torno de 10 ou, mesmo, 13 centímetros. Enquanto isso, as fêmeas, que carecem da cauda vista nos machos, são significativamente menores, medindo cerca de 10,5 centímetros. Estes são beija-flores de peso médio, com machos tendo entre 4 a 6,5 gramas, ao que as fêmeas medem entre 3 e 6,1 gramas, sendo sexualmente dimórficos. Com isso, os machos adultos apresentam um longo bico, de coloração vermelho-coral, com a extremidade em preto. A plumagem da cabeça é cinzenta-escura ou ainda cinzenta-azulado; onde seu pescoço exibe uma crista negra aveludada. O resto do corpo do macho é de um verde-brilhante. Sua cauda é negra, com uma reflexão em verde-escuro e verde-brilhante. A região mais externa da cauda é longa, originando seu nome vernáculo em português europeu. A face dos machos e suas partes inferiores são majoritariamente verde-amareladas; enquanto as coberteiras infra-caudais são são negro-azuladas ou negras com um reflexo azulado. O bico das fêmeas adultas é mais escuro do que o dos machos, aparentando ser de cor negra. As partes superiores são verde-bronze metálico até um bronze-esverdeado, que se apresenta mais sóbrio em relação à sua coroa. Ao contrário dos machos, o rabo das fêmeas não exibe as serpentinas nas pontas. O par central das penas é de um verde-bronze brilhante e o resto do corpo é negro, com um reflexo bronze-esverdeado, e os pares mais externos possuem suas pontas em branco. Sua região inferior é branca com pontilhados verde-bronze metálicos nos flancos e no peito.
Os machos juvenis são visualmente similares à suas contrapartidas adultas, com exceção da cauda, que não apresenta as serpentinas negras, e ainda, possui as pontas em verde-brilhante.

## Sistemática
Esta espécie foi descrita primeiramente em 1758, na décima edição do Systema Naturæ, pelo importante naturalista sueco Carl von Linné, também o descritor do gênero ao qual este pertence. A descrição original foi feita através dos espécimes coletados em algum lugar não especificado da América, restritamente na Jamaica. Posteriormente, em junho de 2011, foi realizada a redescoberta do holótipo de T. maria, que foi descoberto como sendo um sinônimo do beija-flor-de-cabeça-preta.
O beija-flor-de-cabeça-preta é a espécie-tipo do mais importante gênero da família dos troquilídeos, sendo sua principal espécie. Originalmente, entretanto, era uma única espécie de um gênero monotípico, sendo mesclada com o beija-flor-serpentina-de-bico-preto. Depois de muitos estudos filogenéticos moleculares realizados entre 2007 e 2014, foi descoberto que sua espécie era polifilética, sendo dividida em duas. É uma espécie monotípica, não possuindo nenhum táxon subordinado, ou seja, não apresenta qualquer subespécie.
De acordo com o Comitê Ornitológico Internacional (IOC), existem duas espécies pertencente ao gênero Trochilus. Essa classificação também foi observada no Handbook of the Birds of the World (HBW), pela BirdLife International. Entretanto, a taxonomia de Clements reconhece apenas beija-flor-de-cabeça-preta, tratando a serpentina-de-bico-preto como uma subespeciação deste primeiro táxon. Com isso, o North American Classification Committee reconhece somente o beija-flor-de-cabeça-preta, designando a espécie como "streamertail". Descobriu-se que as duas espécies podem se reproduzir normalmente de modo híbrido, conforme observado em sua área de contato.

## Distribuição geográfica
O beija-flor-de-cabeça-preta apresenta ampla área de distribuição geográfica, distribuindo-se praticamente por todo o território jamaicano. Com exceção a ponta no extremo-leste, onde há a distribuição do beija-flor-serpentina-de-bico-preto. Habita florestas nubladas, florestas tropicais de baixa altitude e secundárias. É conhecido por evitar manguezais e terras altas áridas. Em altitude, varia do nível do mar a 1500 m (4900 pés); é considerado bastante comum nas terras baixas e abundante em altitudes médias e altas.

## Comportamento
Os beija-flores-de-cabeça-preta realizam migrações de elevação, com altitudes entre o nível do mar até 1500 metros acima deste.

### Alimentação
O beija-flor-de-cabeça-preta forrageia néctar dentro de uma alta variedade de plantas angiospérmicas nativas e introduzidas; apresenta preferência pela espécie Besleria lutea. Forrageia em qualquer altitude desde o solo ao dossel. Há observações deste beija-flor realizando cleptoparasitismo, onde o mesmo foi visto "furtando" o néctar coletado pelas cambacicas (Coerebida flaveola) e visitando poços perfurados por pica-paus-de-barriga-amarela (Sphyrapicus varius). Além do néctar, ele se alimenta de pequenos insetos capturados enquanto paira ou colhido de folhagem ou teias de aranha.

### Reprodução
Ambos sexos do beija-flor-de-cabeça-preta defendem territórios agressivamente. Os machos cortejam as fêmeas que entram em seu território. Ambos os sexos empoleiram-se e acenam repetidamente com a cabeça, após o que o macho voa para cima e para baixo na frente da fêmea enquanto espalha suas flâmulas de cauda. A espécie se reproduz em qualquer época do ano, principalmente entre janeiro e maio, e pode criar três ninhadas por ano. O ninho tem forma de xícara, constituído de fibras vegetais finas amarradas com teia de aranha com líquen do lado de fora. É tipicamente construído em um galho fino entre 1 e 3 metros (3 e 10 pés) acima do solo. A fêmea incuba a ninhada de dois ovos por 17 a 19 dias e o desenvolvimento ocorre 19 a 24 dias após a eclosão.

### Vocalizações
As vocalizações incluem "um ting ou teet metálico alto e um twink-twink-twink prolongado caindo no tom no final". Machos adultos em vôo produzem um zumbido distinto. O zumbido é sincronizado com as batidas das asas e imagens de vídeo apresentam a pena primária oito se dobrando a cada ação, criando uma lacuna que produz o som esvoaçante.

## Estado de conservação
A IUCN avaliou o beija-flor-de-cabeça-preta como sendo pouco preocupante. Tem um alcance muito grande, mas seu tamanho e tendência populacional não são conhecidos. Nenhuma ameaça imediata foi identificada. "A pronta ocupação de habitats feitos pelo homem sugere que a perda de habitats provavelmente não será um problema."

## Cultura popular
O beija-flor-de-cabeça-preta é apresentado no conto de James Bond de Ian Fleming, intitulado For Your Eyes Only. A primeira linha da história, a história-título da coleção de 1960, diz: "O pássaro mais bonito da Jamaica, e alguns dizem que o pássaro mais bonito do mundo, é o streamer-tail ou doctor-hummingbird".